# Ignacy Kijański
Ignacy Kijański (ur. 24 grudnia 1797 w Święcicach, zm. 5 stycznia 1835 w Warszawie) – oficer wojsk Królestwa Polskiego, inżynier, topograf.

## Życiorys
Urodził się dnia 24 grudnia 1797 w Święcicach w rodzinie Ludwika herbu Syrokomla i jego żony Teresy z d. Campioni. Uczęszczał do Szkoły Artylerii i Inżynierów w Warszawie. W 1815 został konduktorem inżynierii i w następnym roku dostał przydział do Kwatermistrzostwa Generalnego w Sztabie Głównym. W 1818 dostał awans na stopień podporucznika.
Był zdolnym kartografem i uczestniczył w pracach nad planem Warszawy, Brześcia Litewskiego oraz mapą Królestwa Polskiego. Brał udział w stworzeniu mapy Królestwa Polskiego gen. Wojciecha Chrzanowskiego. Opracował obszar między Końskim, Pilicą i Kielcami oraz pod Łęczycą. Wraz z gen. Chrzanowskim brał udział w wojnie rosyjsko-tureckiej w 1829.
Brał udział w powstaniu listopadowym. Na początku 1831 dostał przydział do gen. Klickiego, a w sierpniu do korpusu Ludwika Paca. Razem z korpusem gen. Ramorino był internowany w Austrii.
W kwietniu 1832 powrócił do Warszawy, zakończył służbę w wojsku w stopniu majora i do 1835 był inżynierem obwodu łukowskiego.
Odznaczony był złotym Krzyżem Virtuti Militari, orderem św. Anny 3 klasy oraz orderem św. Włodzimierza 4 klasy.
Zmarł 5 stycznia 1835 w Warszawie.